# Valtablado del Río
Valtablado del Río ist ein Ort und eine Gemeinde (municipio) mit 8 Einwohnern (Stand: 2024) im südlichen Zentrum der Provinz Guadalajara in der Autonomen Gemeinschaft Kastilien-La Mancha. 

## Lage und Klima
Valtablado del Río liegt in einer Höhe von ca. 845 m in der Kulturlandschaft der Alcarria. Durch die Gemeinde fließt der Tajo. Die Entfernung zur westsüdwestlich gelegenen Provinzhauptstadt Guadalajara beträgt ca. 75 Kilometer (Fahrtstrecke). Das Klima ist gemäßigt bis warm; Regen fällt übers Jahr verteilt.

## Bevölkerungsentwicklung
| Jahr      | 1970 | 1981 | 1991 | 2001 | 2011 | 2021 |
| Einwohner | 70   | 36   | 19   | 11   | 14   | 8    |

## Sehenswürdigkeiten

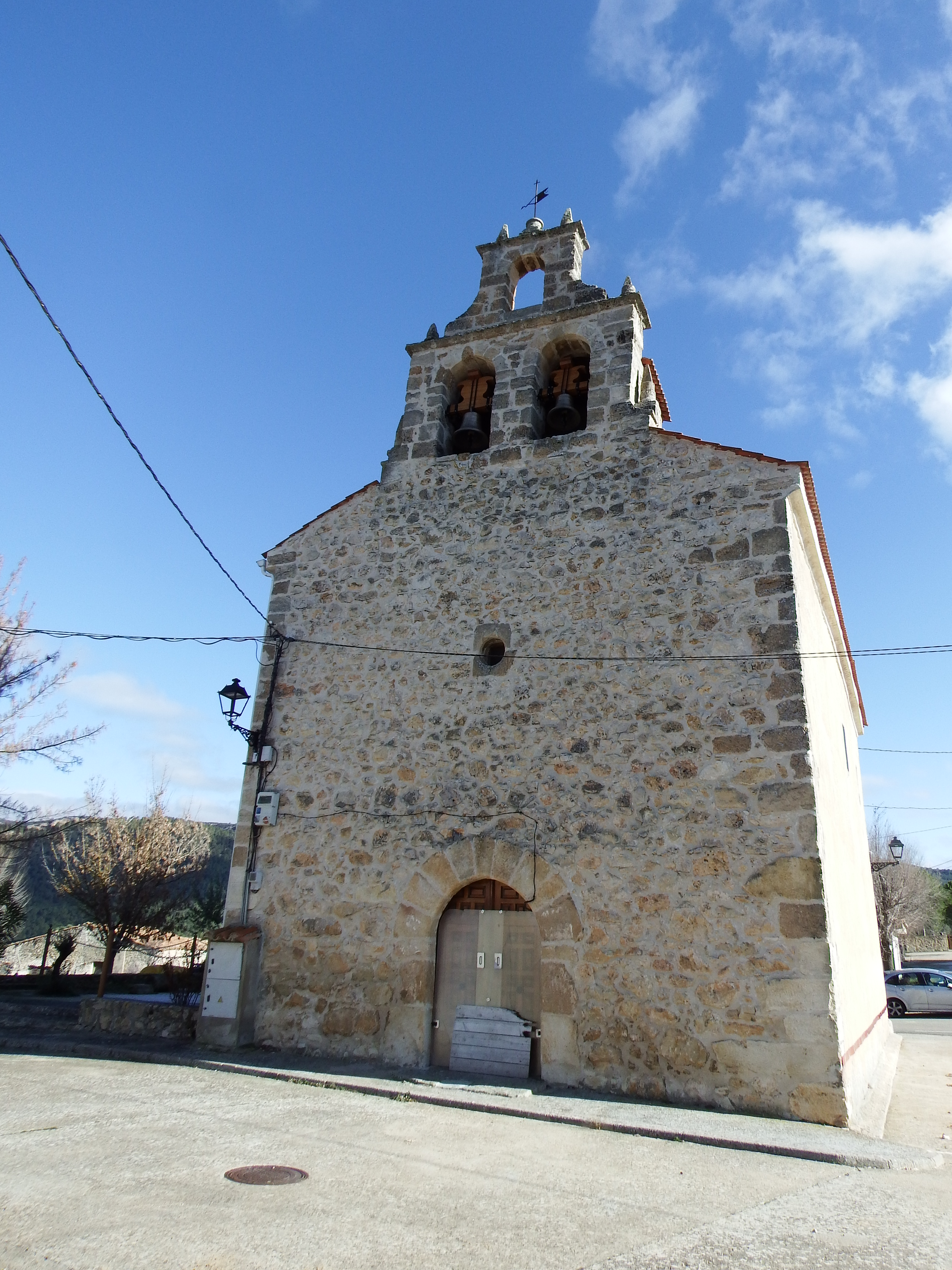
Vinzenzkirche
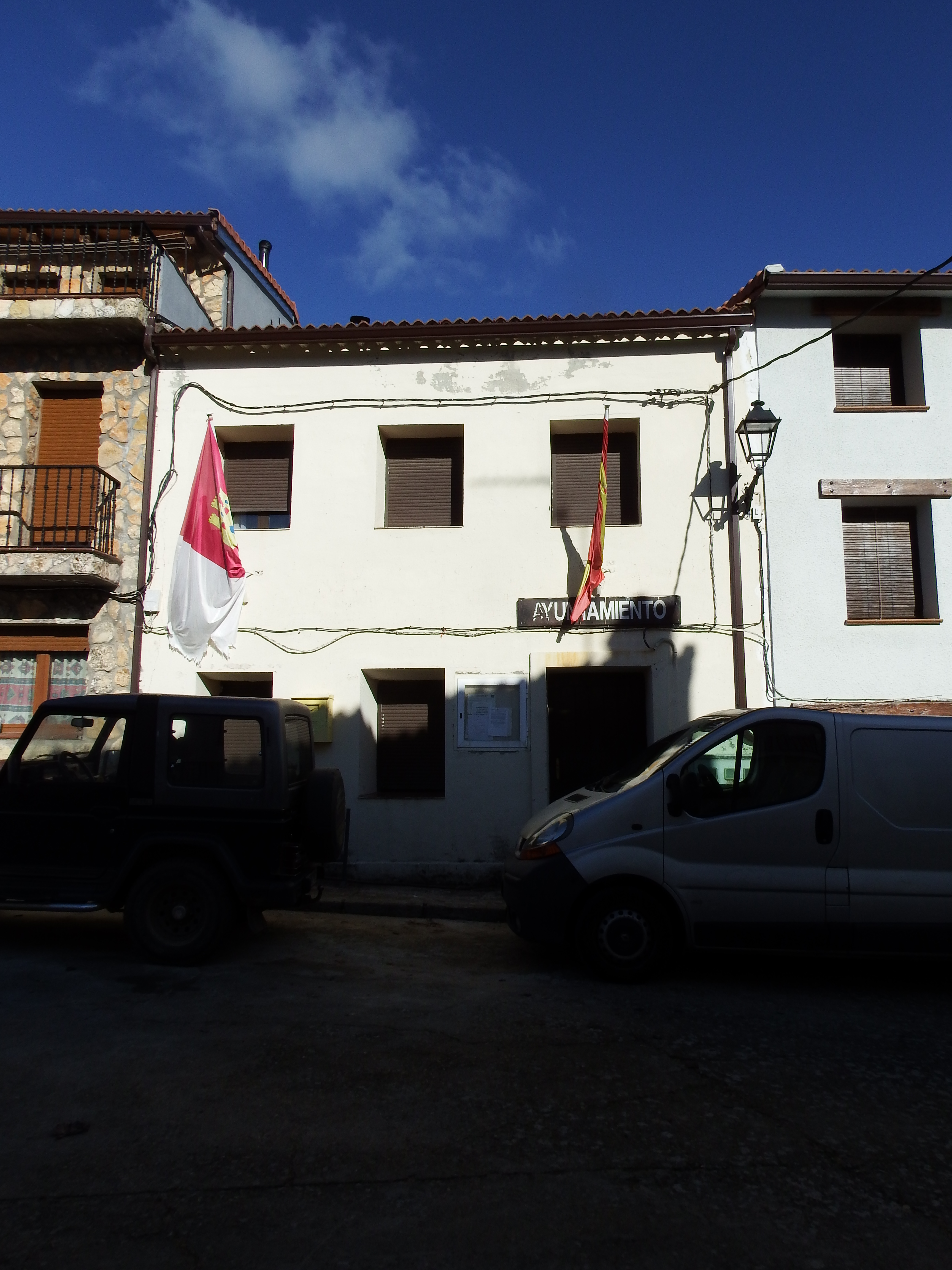
Rathaus

- Vinzenzkirche
- Rathaus